# Liste des ministres flamands du Logement
Voici la liste des ministres du Logement de la Région Flamande depuis la création de la fonction en 1981.
| Titulaire | Titulaire          | Titulaire                       | Parti     | Mandat                                                           | Gouvernement | Portefeuille ministériel |
| --------- | ------------------ | ------------------------------- | --------- | ---------------------------------------------------------------- | --- | --- |
| 1         |                    | Jacky Buchmann (1932-2018)      | PVV       | 22 décembre 1981 – 10 décembre 1985 (3 ans, 11 mois et 18 jours) | Geens I | Ministre communautaire du Logement |
| 2         |                    | Paul Akkermans (1923-2007)      | CVP       | 10 décembre 1985 – 21 octobre 1987 (1 an, 10 mois et 11 jours)   | Geens II | Ministre communautaire du Logement |
| 3         |                    | Jozef Dupré (1928-)             | CVP       | 21 octobre 1987 – 3 février 1988 (3 mois et 13 jours)            | Geens II | Ministre communautaire du Logement |
| 4         |                    | Paul Breyne (1947-)             | CVP       | 3 février 1988 – 24 octobre 1988 (8 mois et 21 jours)            | Geens III | Ministre communautaire du Logement |
| 5         |                    | Louis Waltniel (1925-2001)      | PVV       | 24 octobre 1988 – 8 janvier 1992 (3 ans, 2 mois et 15 jours)     | Geens IV | Ministre communautaire de l'Aménagement du territoire et du Logement                                                                                             |
| 6         |                    | Patrick Dewael (1955-)          | PVV       | 8 janvier 1992 – 21 janvier 1992 (13 jours)                      | Geens IV | Ministre communautaire de la Culture, de l'Aménagement du territoire et du Logement                                                                              |
| 7         |                    | Norbert De Batselier (1947-)    | SP        | 21 janvier 1992 – 1er janvier 1995 (2 ans, 11 mois et 11 jours)  | Van den Brande I | Vice-Président de l'Exécutif flamand et Ministre communautaire de l'Environnement, du Logement et de la Politique scientifique                                   |
| 7         | Van den Brande II  | Norbert De Batselier (1947-)    | SP        | 21 janvier 1992 – 1er janvier 1995 (2 ans, 11 mois et 11 jours)  | Vice-Président de l'Exécutif flamand et Ministre communautaire de l'Environnement et du Logement | |
| 7         | Van den Brande III | Norbert De Batselier (1947-)    | SP        | 21 janvier 1992 – 1er janvier 1995 (2 ans, 11 mois et 11 jours)  | Vice-Président de l'Exécutif flamand et Ministre communautaire de l'Environnement et du Logement | |
| 8         |                    | Leo Peeters (1950-)             | SP        | 13 juin 1995 – 13 juillet 1999 (4 ans et 1 mois)                 | Van den Brande III | Ministre communautaire de l'Emploi, des Affaires sociales, de l'Environnement et du Logement                                                                     |
| 8         | Van den Brande IV  | Leo Peeters (1950-)             | SP        | 13 juin 1995 – 13 juillet 1999 (4 ans et 1 mois)                 | Ministre des Affaires intérieures, de l'Urbanisme et du Logement | |
| 9         |                    | Bert Anciaux (1959-)            | VU        | 13 juillet 1999 – 14 avril 2000 (9 mois et 1 jour)               | Dewael | Ministre de la Culture, de la Jeunesse, de la Politique urbaine, du Logement et des Affaires bruxelloises                                                        |
| 10        |                    | Johan Sauwens (1951-)           | VU        | 14 avril 2000 – 10 mai 2001 (1 an et 26 jours)                   | Dewael | Ministre des Affaires intérieures, de la Fonction publique, des Sports et du Logement                                                                            |
| 11        |                    | Paul Van Grembergen (1937-2016) | SPIRIT    | 10 mai 2001 – 6 juillet 2001 (1 mois et 26 jours)                | Dewael | Ministre des Affaires intérieures, de la Fonction publique, et du Logement                                                                                       |
| 12        |                    | Jaak Gabriëls (1943-)           | VLD       | 6 juillet 2001 – 10 juin 2003 (1 an, 11 mois et 4 jours)         | Dewael | Ministre flamand de l'Économie, du Commerce extérieur et du Logement                                                                                             |
| 13        |                    | Marino Keulen (1963-)           | VLD       | 10 juin 2003 – 13 juillet 2009 (6 ans, 1 mois et 3 jours)        | Somers | Ministre du Logement, des Médias et des Sports |
| 13        | Open Vld           | Marino Keulen (1963-)           | Leterme   | 10 juin 2003 – 13 juillet 2009 (6 ans, 1 mois et 3 jours)        | Ministre flamand des Affaires intérieures, de l'Urbanisme, du Logement et de l'Intégration civique | |
| 13        | Open Vld           | Marino Keulen (1963-)           | Peeters I | 10 juin 2003 – 13 juillet 2009 (6 ans, 1 mois et 3 jours)        | Ministre flamand des Affaires intérieures, de l'Urbanisme, du Logement et de l'Intégration civique | |
| 14        |                    | Freya Van den Bossche (1975-)   | sp.a      | 13 juillet 2009 – 25 juillet 2014 (5 ans et 12 jours)            | Peeters II | Ministre du Logement, de l'Énergie, de l'Économie sociale et de l'Urbanisme                                                                                      |
| 15        |                    | Liesbeth Homans (1973-)         | N-VA      | 25 juillet 2014 – 2 octobre 2019 (5 ans, 2 mois et 7 jours)      | Bourgeois | Vice-Ministre présidente et Ministre des Affaires intérieures, de l'Intégration civique, du Logement, de l'Égalité des chances et de la Lutte contre la pauvreté |
| 15        | Homans             | Liesbeth Homans (1973-)         | N-VA      | 25 juillet 2014 – 2 octobre 2019 (5 ans, 2 mois et 7 jours)      | Ministre-Présidente et Ministre de la Politique extérieure, du Patrimoine immobilier, des Affaires intérieures, de l'Intégration civique, du Logement, de l'Égalité des chances et de la Lutte contre la pauvreté | |
| 16        |                    | Matthias Diependaele (1979-)    | N-VA      | 2 octobre 2019 – (5 ans, 5 mois et 13 jours)                     | Jambon | Ministre des Finances, du Budget et du Logement |